# 愛媛県立小松高等学校
愛媛県立小松高等学校（えひめけんりつ こまつこうとうがっこう）は、愛媛県西条市（東予地方）にある公立高等学校である。

## 概要
1907年に小松町立実用女学校として開校し、普通科とライフデザイン科が設置されている。校舎は南に西日本最高峰である石鎚山から一番近い高校として、その裾野に繋がる養正ヶ丘と呼ばれる高台の上にある。そのため、校歌で唄われるように道前平野や瀬戸内海を一望することができ、空気が澄んでいる日には遠くしまなみ海道の橋も見渡せる。
敷地の広さが愛媛県の高校で一番広く、丘の形状を活用したグラウンドは3つありそれぞれ高さが違う。敷地のすぐ南には小松中央公園がある。
毎年3月1日の卒業式には卒業後50年のOB・OGが参加でき、人生第二の小松高校卒業式が行われている。

## 沿革
1802年（享和2年）小松藩学問所として藩校を開校、翌年に養正館と命名される。伊予聖人と呼ばれる近藤篤山を迎え士分に限らず入館を認めた。現在の小松高校はその流れを受け継ぎ校歌の中でも養正と繰り返し、校舎が建つ丘を養正ヶ丘、同窓会を養正会と呼ぶ。

### 年表
- 1907年9月12日 - 小松町立実用女学校が開校する。定員本科70名、専修科15名。近藤篤山の教訓『四如の喩』を校訓に。校長は小松藩藩主一柳氏の流れとなる一柳春二がこれより33年間勤めた。
- 1923年 - 町立から移管し小松町外一町組合立実用女学校と校名変更。（外一町とは東隣の新居郡氷見町）
- 1932年 - セーラー服が制服となる。第1次制服。
- 1941年4月20日 - 旧制中学として私立子安中学校が開校する。定員100名。（町内にある四国八十八ヶ所の香園寺（子安大師）により設立）一柳春二が創立後援会長となる。
- 1948年4月1日 - 香園寺は子安中学の一切を挙げて愛媛県に寄付。小松実用女学校と私立子安中学校が合併し、愛媛県立子安高等学校になる。定員150名。
- 1949年9月1日 - 高校の再編成によって愛媛県立小松高等学校に校名を変更する。定員170名。
- 1950年 - 定時制壬生川分校設立。定員50名。
- 1953年 - 商業科設立。定員50名。
- 1958年 - 家庭科設立、後の家政科。定員100名。女生徒の制服が変更される、第2次制服。
- 1961年 - 図書館完成。
- 1962年 - 女生徒の制服が変更される、第3次制服。
- 1963年 - 定員が普通科275名、家政科110名。総生徒数1300名を超える最大の生徒数時代、商業科新規募集停止。女生徒の制服が変更される、第4次制服。
- 1965年 - 定時制新規募集停止。
- 1966年 - 体育館完成。
- 1967年 - 旧国道（こんぴら街道）から校舎までの坂道通学路がアスファルト舗装される。
- 1974年 - それまでの木造校舎から鉄筋コンクリート3階建ての校舎へ。
- 1977年7月15日 - 家政科が普通科と同一校地に移転。
- 1984年 - 女生徒の制服が変更される、第5次制服。
- 1987年 - 創立80周年記念事業として初めてプールが完成。
- 1996年4月1日 - 募集定員を普通科160名、家政科40名とする。
- 1997年9月1日 - 男女生徒の制服が変更される。女生徒第6次制服。
- 2000年 - トレーニング室完成。
- 2002年4月1日 - 家政科をライフデザイン科に学科改編、二学期制を導入。
- 2003年3月 - 新体育館完成。
- 2004年4月1日 - 募集定員を普通科120名、ライフデザイン科40名とする。
- 2006年4月1日 - 三学期制に復帰。
- 2008年 - 同窓会館養正会館完成。
- 2011年 - 新クラブハウス完成
- 2012年 - 学生寮「小松石鎚寮」が完成。
- 2022年 - 県教育委員会が西条市内の小松高校、東予高校、丹原高校を周桑高校（仮称）と西条産業科学高校（仮称）の2校に再編する「県立学校振興計画」の素案を公表[2]。

## 象徴
- 校旗 - 濃緑地に小の銀太字、その中に高(はしご高)を金字で、小の字の肩に松葉模様
- 校歌 - 作詞：古田擴、作曲：菅一市
- 応援歌 - 作詞：玉井忠臣、作曲：谷口スマ
- 校章 - 現在は第4代目、旧制中学から新制高校への転換に伴い松に囲まれた小松高校を抽象化したもので校旗中央と同じである
- 校是 - 積微力行
- 校訓 - 篤敬・勉学・鍛錬

## 学校行事
- 4月 - 集団研修（1年）、社会見学（2、3年）
- 6月 - 修学旅行（2年）
- 7月 - グループマッチ、中学生体験入学
- 9月 - 体育大会
- 11月 - 小松高祭（学園祭）、ウォークラリー
- 12月 - グループマッチ
- 3月 - 卒業式、クラスマッチ

## 部活動

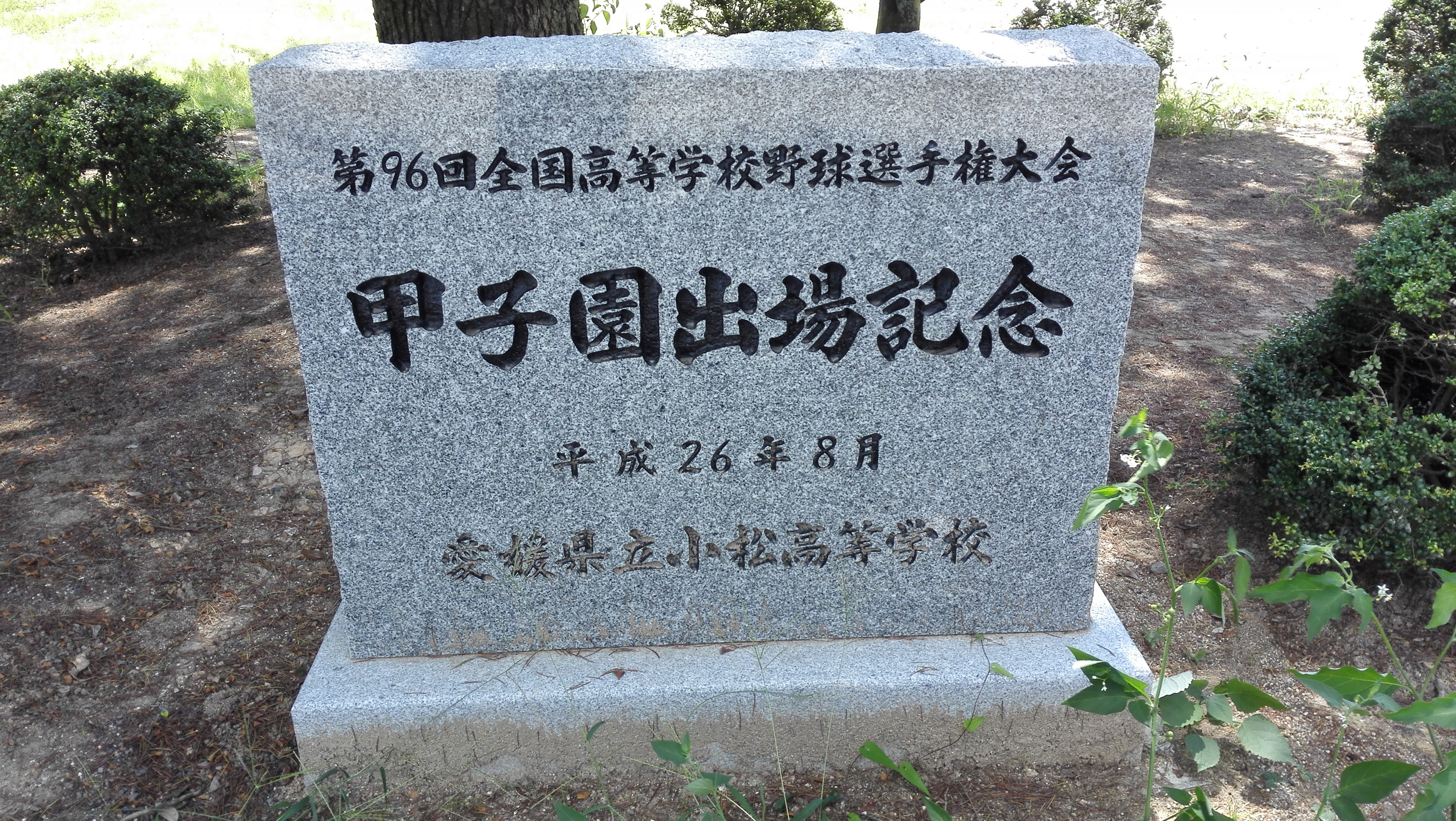
甲子園初出場記念碑

### 運動部
- バレーボール部（男・女） - 男子が1992年に全国高等学校総合体育大会出場
- バスケットボール部（男・女）
- 野球部 - 全国高等学校野球選手権大会（2014年夏〈第96回〉初出場）
- 卓球部
- ソフトボール部
- ソフトテニス部
- テニス部（男・女）
- サッカー部（男・女）
- 総合体育文化部

### 文化部
- 日本音楽部
- 美術部
- 茶道部
- 華道部
- 被服手芸部
- 食物部
- パソコン部

## 出身著名人
- 秋川雅史 - 歌手
- 西興一朗 - 俳優
- 酒井貴浩 - 俳優
- 川又堅碁 - サッカー選手
- 河野雄大 - キックボクサー